# Malabardanio
Malabardanio (Devario malabaricus) är en fiskart som först beskrevs av Jerdon, 1849.  Malabardanio ingår i släktet Devario och familjen karpfiskar. IUCN kategoriserar arten globalt som livskraftig. Inga underarter finns listade i Catalogue of Life.